# 21785 Méchain
21785 Méchain là một tiểu hành tinh vành đai chính với chu kỳ quỹ đạo là 1692.4062063 ngày (4.63 năm).
Nó được phát hiện ngày 21 tháng 9 năm 1999.